# Donald Sadler
Donald Harry Sadler, né le 22 août 1908 à Dewsbury et mort le 24 octobre 1987 à Bexhill-on-Sea, est un astronome et mathématicien britannique qui bénéficie d'une réputation internationale pour son travail dans la préparation d'almanachs astronomiques et de navigation. Il travaille comme surintendant du Bureau des almanachs nautiques de Sa Majesté de 1937 à 1971,.

## Jeunesse
Donald Sadler est né à Dewsbury, dans le Yorkshire, le 22 août 1908. Il fréquente la grammar school locale, où il excelle en mathématiques. Il étudie les mathématiques à l'Université de Cambridge et reçoit un diplôme de première classe (?) en 1929,.
Sadler développe un intérêt pour la mécanique céleste au cours de ses études à Cambridge. Il contribue aux travaux de la section informatique de la British Astronomical Association,.

## The Nautical Almanac Office
Sadler commence à travailler comme assistant au Bureau des almanachs nautiques de Sa Majesté en 1930, travaillant sous la direction du surintendant, Leslie Comrie, lorsqu'il est basé au Royal Naval College de Greenwich, à Londres. Sadler est promu surintendant adjoint du Bureau en 1933,.
Comrie quitte le Bureau des almanachs nautiques en 1936. Une décision est prise de déplacer le Bureau à l'Observatoire royal de Greenwich, le plaçant sous la direction de l'Astronome royal, et Sadler est nommé assistant en chef à l'observatoire puis successeur de Comrie en tant que surintendant du Bureau des almanachs nautiques en 1937. Sadler est la huitième personne à occuper ce poste depuis sa création en 1818.
Sadler se charge de consolider les projets commencés par Comrie, en publiant de nouvelles tables à utiliser dans la navigation. La Seconde Guerre mondiale est rapidement intervenue et le bureau de l'almanach nautique est temporairement déplacé hors de Londres, vers l'environnement plus sûr de Bath. Le Bureau s'agrandit temporairement pour préparer des données à usage militaire. Sadler reçoit l'OBE en 1948 en reconnaissance de ce travail.
Sadler supervise le déménagement du Bureau des almanachs nautiques en 1949 de Bath vers la nouvelle maison de l'observatoire royal de Greenwich au château de Herstmonceux, dans le Sussex. Il élargit l'utilisation des machines à calculer dans les calculs astronomiques. Il accroit la coopération internationale dans la préparation des tables astronomiques, notamment avec l'Observatoire naval des États-Unis.
En 1954, Sadler épouse sa collègue, Flora Sadler (née McBain), dans ce qui est décrit comme « la romance astronomique de la décennie ».
Donald Sadler supervise le transfert du Bureau de l'almanach nautique au sein de l'Observatoire royal de Greenwich du contrôle de l'Amirauté au nouveau Conseil de la recherche scientifique.

## Sociétés savantes
Donald Sadler devient membre de la Royal Astronomical Society en 1931 et siège au conseil de la société. Il en est secrétaire entre 1939 et 1947, contribuant à soutenir le travail de la société pendant la guerre. Il est président de la société de 1967 à 1969.
Sadler contribue à d'autres sociétés savantes, dont l'Institut royal de la navigation, dont il est président de 1953 à 1955. Il est secrétaire général de l'Union astronomique internationale de 1958 à 1964, puis vice-président et président de 1968 à 1970 du Conseil de la fédération des services astronomiques et géophysiques.
En 1981, Sadler est membre fondateur du Conseil culturel mondial.

## Vie ultérieure
Donald Sadler prend sa retraite en tant que surintendant du bureau de l'almanach nautique en 1971. Il continue à travailler au bureau pendant une année supplémentaire, prenant sa retraite en février 1972. Sadler poursuit ses activités à l'Institut royal de la navigation,.
Donald Sadler est décédé à Bexhill-on-Sea, dans le Sussex de l'Est, le 24 octobre 1987.